# سیریک پایین
سیریک پایین (به لاتین: Aşağı Sirik) یک منطقه مسکونی در جمهوری آذربایجان است که در شهرستان جبراییل واقع شده است.